# Contracaecum habena
Contracaecum habena är en rundmaskart som först beskrevs av Linton 1900.  Contracaecum habena ingår i släktet Contracaecum och familjen Anisakidae. Inga underarter finns listade i Catalogue of Life.